# Haxhi Neziraj
Haxhi Neziraj (ur. 16 marca 1993 w Lucernie) – szwajcarski piłkarz pochodzenia kosowskiego, w 2013 roku członek albańskiej reprezentacji U-21.